# Casio Cassiopeia
Casio Cassiopeia ist eine Produkt-Serie von Handheld PCs der Firma Casio.
Die Firma Casio begann recht früh, in den langsam wachsenden Markt der PDAs einzusteigen, und entwickelte anfangs kleine Taschen-Computer mit Tastatur und Graustufen-Display.

## Produktgruppe: Handheld PC

### Cassiopeia A-10 und A-11
- Betriebssystem: Microsoft Windows CE 1.0 Handheld PC edition
- Maße: 175 mm × 92 mm × 26,5 mm
- Masse: 380 g
- Erscheinungsjahr: 1997[1]
- CPU: Hitachi SH3 @ 44 MHz
- Speicher: 2 MB RAM und 4 MB ROM
- Display: FSTN LCD, 480 × 240 Pixel, 4 Graustufen
- Schnittstellen: Seriell und IrDA (ver. 1.0)
- Batterie: 2 × AA, bis zu 20 Stunden Laufzeit; Zusätzlich CR2032 als Sicherung
- Eingabe: Tastatur und Touch Screen
- Ausgabe: Lautsprecher

### Cassiopeia A-20
- Betriebssystem: Microsoft Windows CE 2.0 Handheld PC edition
- Maße: 185 mm × 94 mm × 24,5 mm
- Masse: 430 g
- Erscheinungsdatum: Juli 1998[2]
- CPU: Hitachi SH3 @ 80 MHz
- Speicher: 8 MB RAM und 8 MB ROM
- Display: FSTN LCD, 640 × 240 Pixel, 4 Graustufen
- Schnittstellen: Seriell und IrDA (ver. 1.0)
- Erweiterungsschächte: CompactFlash Type I und PCMCIA Type II
- Batterie: 2 × AA, bis zu 25 Stunden Laufzeit; Zusätzlich CR2032 als Sicherung
- Eingabe: Tastatur und Touch Screen
- Ausgabe: Lautsprecher

Ziemlich schnell war zu erkennen, dass die Geräte kleiner werden sollten. So entstanden die PDAs dieser Serie.
(Zu bemerken ist, dass die japanischen Modelle sich in Typen-Bezeichnung und Aussehen unterscheiden. E-5x bzw. E-5xx sind die japanischen Versionen, außerdem sind diese blau statt silber).

## Produktgruppe: Palm-size PC

### Cassiopeia E-10

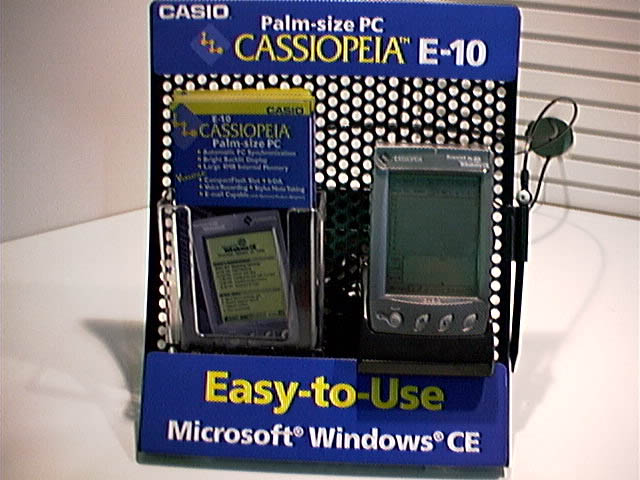
Cassiopeia E-10

- Betriebssystem: Microsoft Windows CE 2.01 Palm-size PC edition
- Maße: 80 mm × 120 mm × 20 mm
- Masse: 184 g
- Erscheinungsdatum: September 1998[3]
- CPU: NEC VR4111 MIPS @ 69 MHz
- Speicher: 4 MB RAM und 8 MB ROM
- Display: FSTN LCD, 240 × 320 Pixel, 4 Graustufen
- Schnittstellen: Seriell und IrDA (ver. 1.0)
- Erweiterungsschächte: CompactFlash Type I und II
- Batterie 2 × AAA, bis zu 25 Stunden Laufzeit; Zusätzlich CR2016 als Sicherung
- Eingabe: Touch Screen, Mikrofon, 4 frei belegbare Knöpfe und eine 3-Wege-Taste
- Ausgabe: Lautsprecher und Stereo-3.5-mm-Klinke

### Cassiopeia E-11
- Betriebssystem: Microsoft Windows CE 2.01 Palm-size PC edition
- Maße: 80 mm × 120 mm × 20 mm
- Masse: 184 g
- Erscheinungsdatum: November 1998[4]
- CPU: NEC VR4111 MIPS @ 69 MHz
- Speicher: 8 MB RAM und 8 MB ROM
- Display: FSTN LCD, 240 × 320 Pixel, 4 Graustufen
- Schnittstellen: Seriell und IrDA (ver. 1.0)
- Erweiterungsschächte: CompactFlash Type I und II
- Batterie 2 × AAA, bis zu 25 Stunden Laufzeit; Zusätzlich CR2016 als Sicherung
- Eingabe: Touch Screen, Mikrofon, 4 frei belegbare Knöpfe und eine 3-Wege-Taste
- Ausgabe: Lautsprecher und Stereo-3,5-mm-Klinke

### Cassiopeia E-15
Der Cassiopeia E-15 war das letzte Graustufen-Modell, das Casio herausbrachte. Er erschien etwa zeitgleich zum E-105, auch äußerlich ähnelten sich die Geräte stark. Zusammen mit dem E-15 wurde die farbige Serie ins Leben gerufen.
- Betriebssystem: Microsoft Windows CE 2.11 Palm-size PC edition
- Maße: 127 mm × 80 mm × 15,2 mm
- Masse: 190 g
- Erscheinungsdatum: Mai 1999[5]
- CPU: NEC VR4111 MIPS @ 69 MHz
- Speicher: 16 MB RAM und 16 MB ROM
- Display: FSTN LCD, 240 × 320 Pixel, 16 Graustufen
- Schnittstellen: Seriell und IrDA (ver. 1.0)
- Erweiterungsschächte: CompactFlash Type I und II
- Batterie 2 × AAA Akku, bis zu 25 Stunden Laufzeit; Zusätzlich CR2032 als Sicherung
- Eingabe: Touch Screen, Mikrofon, 3 frei belegbare Knöpfe, eine 3-Wege-Taste, Aufnahmetaste und ein Steuerkreuz.
- Ausgabe: Lautsprecher und Stereo-3,5-mm-Klinke

### Cassiopeia E-100
Äußerlich sind die Modelle der E-1xx-Serie kaum zu unterscheiden.
- Betriebssystem: Microsoft Windows CE 2.11 Palm-size PC edition
- Maße: 81,2 mm × 132 mm × 20,1 mm
- Masse: 255 g
- CPU: NEC VR4121 MIPS @ 131 MHz
- Speicher: 16 MB RAM und 16 MB ROM
- Display: HAST LCD, 240 × 320 Pixel, 65536 Farben
- Schnittstellen: Seriell und IrDA (ver. 1.0)
- Erweiterungsschächte: CompactFlash Type I und II
- Batterie: Li-Ion-Akku, bis zu 6 Stunden Laufzeit; Zusätzlich CR2032 als Sicherung
- Eingabe: Touch Screen, Mikrofon, 3 frei belegbare Knöpfe, eine 3-Wege-Taste, Aufnahmetaste und ein Steuerkreuz.
- Ausgabe: Lautsprecher und Stereo-3,5-mm-Klinke

### Cassiopeia E-105
- Betriebssystem: Microsoft Windows CE 2.11 Palm-size PC edition
- Maße: 81,2 mm × 132 mm × 20,1 mm
- Masse: 255 g
- CPU: NEC VR4121 MIPS @ 131 MHz
- Speicher: 32 MB RAM und 16 MB ROM
- Display: HAST LCD, 240 × 320 Pixel, 65536 Farben
- Schnittstellen: Seriell und IrDA (ver. 1.0)
- Erweiterungsschächte: CompactFlash Type I und II
- Batterie: Li-Ion-Akku, bis zu 6 Stunden Laufzeit; Zusätzlich CR2032 als Sicherung
- Eingabe: Touch Screen, Mikrofon, 3 frei belegbare Knöpfe, eine 3-Wege-Taste, Aufnahmetaste und ein Steuerkreuz.
- Ausgabe: Lautsprecher und Stereo-3.5-mm-Klinke

## Produktgruppe: PocketPC

### Cassiopeia E-115

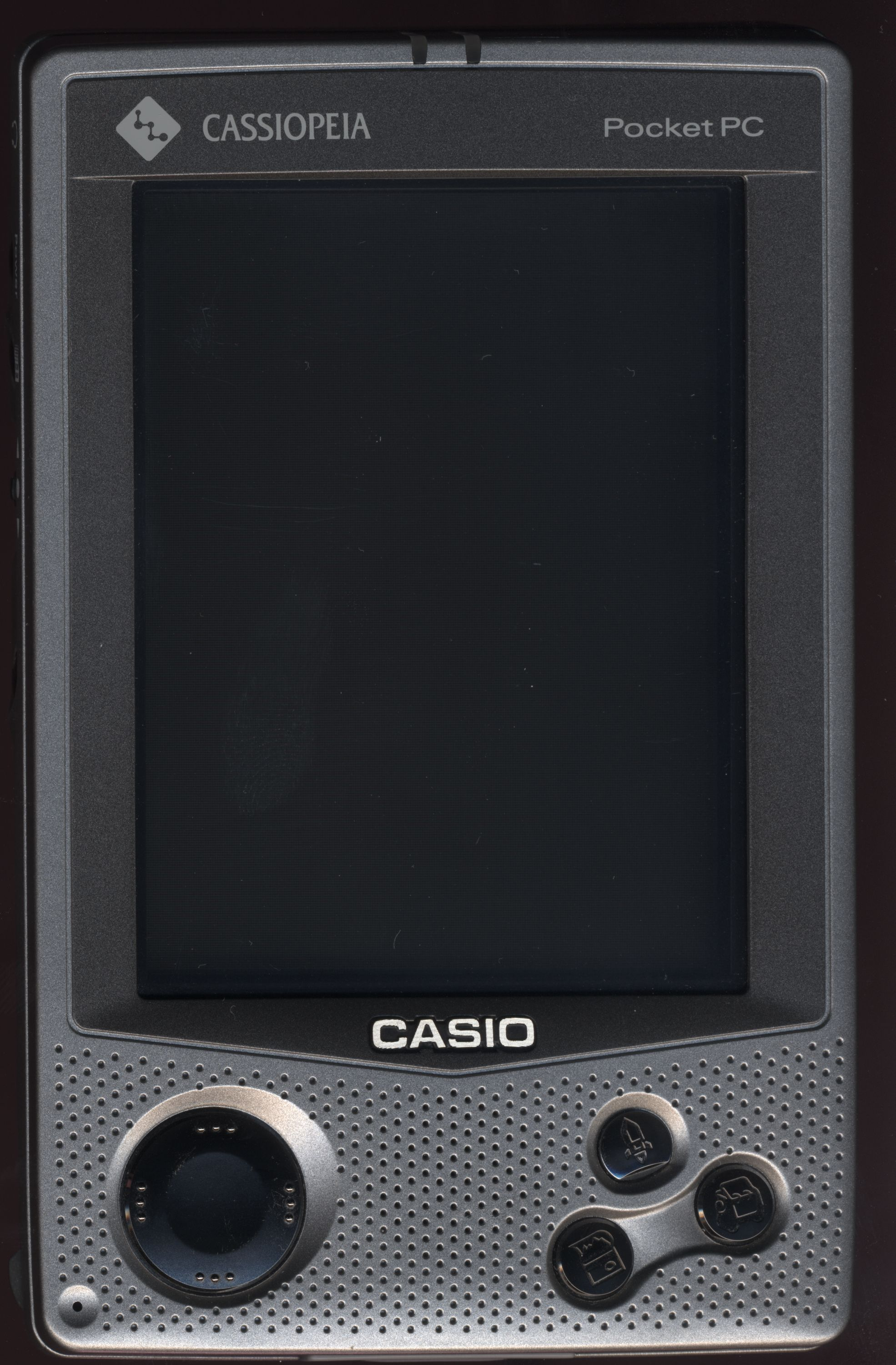
Cassiopeia E-115G

- Betriebssystem: Microsoft Windows CE 3.0 PocketPC edition
- Maße: 81,2 mm × 132 mm × 20,1 mm
- Masse: 256 g
- CPU: NEC VR4121 MIPS @ 131 MHz
- Speicher: 32 MB RAM und 16 MB ROM
- Display: HAST LCD, 240 × 320 Pixel, 65536 Farben
- Schnittstellen: Seriell und IrDA (ver. 1.2)
- Erweiterungsschächte: CompactFlash Type I und II
- Batterie: Li-Ion-Akku, bis zu 6 Stunden Laufzeit; Zusätzlich CR2032 als Sicherung
- Eingabe: Touch Screen, Mikrofon, 3 frei belegbare Knöpfe, eine 3-Wege-Taste, Aufnahmetaste und ein Steuerkreuz.
- Ausgabe: Lautsprecher und Stereo-3,5-mm-Klinke

### Cassiopeia E-125

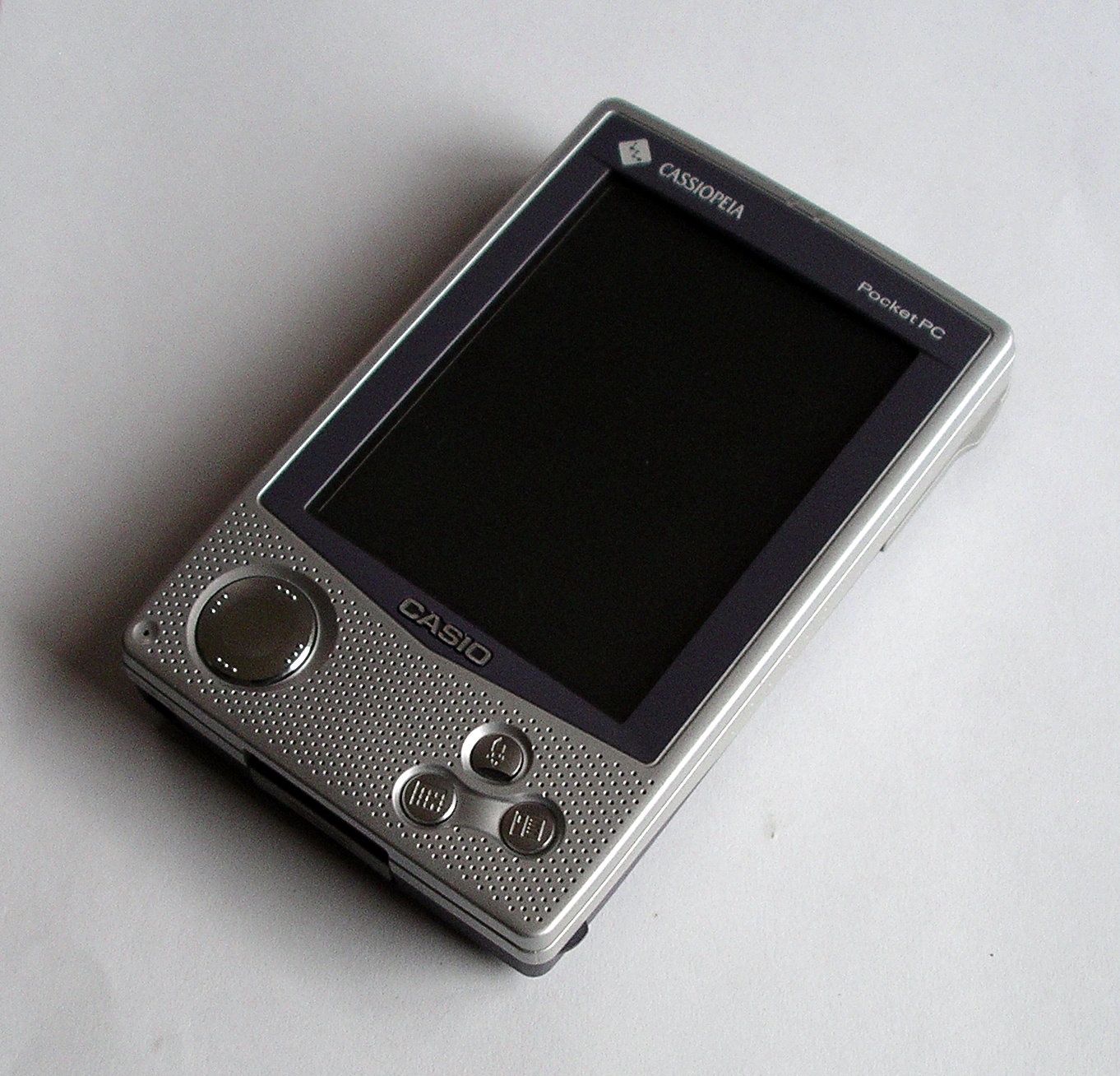
Cassiopeia E-125

- Betriebssystem: Microsoft Windows CE 3.0 PocketPC edition
- Maße: 81,2 mm × 132 mm × 20,1 mm
- Masse: 256 g
- CPU: NEC VR4122 MIPS @ 150 MHz
- Speicher: 32 MB RAM und 16 MB ROM
- Display: HAST LCD, 240 × 320 Pixel, 65536 Farben
- Schnittstellen: Seriell/USB und IrDA (ver. 1.2)
- Erweiterungsschächte: CompactFlash Type I und II
- Batterie: Li-Ion-Akku, bis zu 6 Stunden Laufzeit; zusätzlich CR2032 als Sicherung
- Eingabe: Touch-Screen, Mikrofon, 3 frei belegbare Knöpfe, eine 3-Wege-Taste, Aufnahmetaste und ein Steuerkreuz.
- Ausgabe: Lautsprecher und Stereo-3,5-mm-Klinke

### Cassiopeia E-200
- Betriebssystem: Microsoft PocketPC 2002
- Maße: 82 mm × 130 mm × 17,5 mm
- Masse 190 g
- CPU: Intel StrongARM 1110 @ 206 MHz
- Speicher: 64 MB RAM und 32 MB ROM
- Display: TFT, 240 × 320 Pixel, 65536 Farben
- Schnittstellen: Seriell/USB und IrDA (ver. 1.2)
- Erweiterungsschächte: SD-Card (MultiMediaCard) und CompactFlash Type I und II sowie PCMCIA über ein Erweiterungsmodul
- Batterie: Li-Ion-Akku, bis zu 12 Stunden Laufzeit, zusätzlich CR2032 als Sicherung
- Eingabe: Touch Screen, Mikrofon, 3 frei belegbare Knöpfe, eine 3-Wege-Taste, Aufnahmetaste und ein Steuerkreuz.
- Ausgabe: Lautsprecher und Stereo-3,5-mm-Klinke

## Nachfolgemodelle des Cassiopeia E-200
Casio hat sich aufgrund der derzeit schwierigen PDA-Marktsituation entschlossen, zunächst keinen Nachfolger für den Cassiopeia E-200 auf den europäischen Endkundenmarkt zu bringen, sondern derzeit nur noch für den japanischen Markt.
Ein aktuelles Beispiel dafür ist der Cassiopeia E-3000 Pocket PC 2002 oder der DT-10 mit Windows Mobile 2003, die allerdings ausschließlich für den japanischen Markt konzipiert worden sind.

## Sonstige Modelle
- A-23: wie A-20 jedoch ohne Hintergrundbeleuchtung und Sound, dafür als Schulpaket mit zusätzlichen mathematischen Programmen wie Maple ua.
- BE-300: preiswertes Cassiopeia-Modell, 166Mhz MIPS mit Windows CE 3.0 und CompactFlash, jedoch nur 16 MB RAM und nur 32.768 Farben[6]
- E-55: japanische Version des E-15
- E-5xx: japanische Versionen der E-1xx-Modelle, äußerlich an einem blauen Gehäuse zu erkennen.
- EM-500G: schlankere Version des E-125 (z. B. ohne CompactFlash - stattdessen mit MultimediaCard Slot und nur 16 MB RAM)
- EM-505: schlankere Version des E-125 (z. B. ohne CompactFlash - vermutlich ebenfalls SD Slot)
- E-800: veränderte Industrie-Version des E-125
- SX-45: in Zusammenarbeit mit Siemens entwickeltes Handy auf Basis des E-125 (100 % kompatibel), welches aber nur zu Promotionzwecken gebaut wurde. Ein Siemens-Handy wurde einfach hinten angebaut. Äußerlich unterscheidet sich dieses Sondermodell von einem E-125 durch seine Kurzantenne oben links und durch die enorme Gehäusetiefe durch das angebaute Siemens-Handy.